# Paulina Baranowska
Paulina Baranowska (* 1988) ist eine polnische Fußballschiedsrichterassistentin.
In der Saison 2012/13 wurde Baranowska erstmals bei einem Spiel in der Women’s Champions League und in der Saison 2019/20 erstmals bei Spielen in der polnischen Ekstraklasa eingesetzt.
Seit 2019 steht sie auf der Liste der FIFA-Schiedsrichter.
Baranowska war Schiedsrichterassistentin bei der Europameisterschaft 2022 in England (im Schiedsrichtergespann von Kateryna Monsul), bei welcher sie zwei Gruppenspiele, ein Viertelfinale und das Finale mit leitete.
Zudem war sie unter anderem in der europäischen WM-Qualifikation für die Weltmeisterschaften 2015, 2019 und 2023 im Einsatz.
Im Januar 2023 wurde Baranowska für die Weltmeisterschaft 2023 in Australien und Neuseeland nominiert.